# George Ritchie
George G. Ritchie, Richmond 25 september 1923 – Irvington 29 oktober 2007, was een Amerikaans soldaat en later psychiater. Hij is vooral bekend geworden om zijn gedetailleerde getuigenissen over zijn bijna-doodervaring. Zijn getuigenis heeft de psycholoog Raymond Moody ertoe aangezet een onderzoek naar bijna-doodervaringen te starten, een aanduiding die door hem als eerste werd gebruikt. Moody's boek hierover Life after Life uit 1975 was het eerste voor een groot publiek bestemde boek over het onderwerp. Het geval van George Ritchie wordt dan ook beschouwd als het eerste uitgebreid beschreven en onderzochte geval van een bijna-doodervaring.

## Biografie
George Ritchie ging in september 1943 als student voor het eerst ergens anders wonen, naar Camp Barkeley waar hij een opleiding volgde. Door de kou vatte hij koorts die een aantal dagen aanhield. Hij beleefde benauwde dagen en het werd zo erg dat de dokter hem klinisch dood verklaarde, omdat zijn hartslag niet meer was te voelen. De oorzaak van zijn toestand was een dubbele longontsteking. Een verpleger was erg geschokt en vroeg de dokter om Ritchie een adrenaline-injectie te geven, wat in die tijd ongebruikelijk was. De dokter deed dit, waarop Ritchie, na negen minuten 'dood' te zijn geweest, weer tot leven kwam.
Ritchie had in die negen minuten ondergaan, dat hij uit zijn lichaam was getreden. Hij vertelde later dat hij Jezus had gezien en dat die hem tot in de detail zijn hele leven met zijn tekortkomingen had laten zien. Het viel hem zwaar dat hij vervolgens weer op de aarde terugkeerde. Ritchie ontkende dat deze ervaring als een delier kon worden afgedaan, maar beweerde dat deze ervaring de meest reële was geweest die hij ooit heeft gehad. Hij deed later uitgebreid verslag over zijn ervaringen in zijn boek uit 1978 Return from tomorrow, dat in 2007 in het Nederlands is verschenen als Terugkeer uit de dood en als Een glimp van de hemel, en heeft daarmee het onderwerp onder de aandacht gebracht. Onder andere de Nederlandse cardioloog Pim van Lommel heeft naar aanleiding van zijn boek een onderzoek naar dit soort ervaringen ingesteld.
George Ritchie overleed na een zwaar sterfbed aan de gevolgen van kanker. Hij overleed in oktober 2007.